# Double Vie (série télévisée)
Pour les articles homonymes, voir Double vie.
 (janvier 2019).
Double Vie est une série télévisée suisse en six épisodes de 52 minutes réalisée par Bruno Deville, diffusée du 10 au 24 janvier 2019 sur la chaîne suisse RTS Un.

## Synopsis
Marc, mari et père de deux enfants, mène une double vie. Il vit tantôt avec la mère de ses enfants, Laurence, tantôt avec sa femme, Nina. Il maîtrise son jeu à la perfection, jusqu'au jour où il meurt subitement. Les deux femmes apprennent alors l'existence de l'une et de l'autre. Elles doivent affronter le deuil et les conséquences qui suivent cette mort, avec une certaine rivalité.

## Distribution
- Marina Golovine : Laurence Chabloz
- Anna Pieri Zuercher : Nina Canonico
- Thibaut Evrard : Robin Favre
- Hugo Braillard : Alexandre Chabloz
- Adèle Bochatay : Julie Chabloz
- Yoann Blanc : Joël Schmidt
- Bruno Todeschini : Marc Favre
- Jean-Philippe Écoffey : Antonio Canonico
- Baptiste Gilliéron : Hugo
- Marina Rollman : Ruth
- Séverine Bujard : Violette Chabloz
- Laurent Sandoz : Lucien Chabloz
- Alexandra Marcos : Valeria
- Mickael Ammann : Darius

## Épisodes

### Épisode 1:L'Autre femme
Marc, mari et père de deux enfants, décède subitement d’un accident de chantier. Laurence, sa compagne de longue date et mère de ses deux enfants, et Nina, son épouse, découvrent que leur homme avait une double vie. Malgré le deuil et le sentiment de trahison, Laurence se décide à mettre au clair cette situation avec cette Nina, inconnue de l’entourage de Marc. Sauf de Robin, son frère, revenu pour l’enterrement.

### Épisode 2:État second
Laurence et Nina ne sont pas d’accord sur l’organisation des funérailles. Robin essaie tant bien que mal de réconcilier les deux parties. Après l’enterrement, Laurence se motive et décide de trouver du travail, alors qu’à l’école, Alex subit les moqueries de ses camarades. Pour fêter ses 40 ans, Nina s'enivre dans une boîte. Revenue à son loft avec l’aide de Robin, elle découvre que quelqu’un y est entré pendant son absence.

### Épisode 3:Le Commun des mortels
Après avoir trouvé un emploi et s'être remise à ses études, Laurence se rapproche de Joël, le prof de son fils. Nina et Robin deviennent intimes, tout en mettant certaines limites, alors qu'une relation se noue entre Alex et Romy. Robin voulant être plus que le "sex-friend" de Nina, cette dernière met fin à leur relation avant de découvrir qu'elle attend un enfant de lui. Robin part en Argentine avant même que Nina ait eu l'occasion de lui annoncer la nouvelle.

### Épisode 4:Jamais je ne t'oublierai
Robin revient en Suisse trois mois plus tard et est accompagné de sa nouvelle épouse Valéria, alors que Nina doit gérer seule sa grossesse, son père malade et son travail. Elle cache la nouvelle à Robin. Laurence et Joël vivent désormais ensemble, mais la vie de famille est déstabilisée par le renvoi d'Alex de son école. Un différend se crée entre Laurence et Nina au sujet de la dispersion des cendres de Marc.

### Épisode 5:L'Effet papillon
Laurence fait un stage dans un établissement pénitentiaire, mais elle s'indigne en voyant les conditions dans lesquelles les détenus se trouvent. Lors d’une sortie en discothèque, elle rencontre Flynn, qui s'avère être le père de Romy. Nina passe des jours turbulents après avoir provoqué le licenciement d'un collègue et peiné à trouver un home pour son père. Robin ne remplit pas sa responsabilité de père. Alex se drogue et s'alcoolise et est trouvé inconscient par sa mère.

### Épisode 6:Délivrance
Laurence peine à y croire quand elle apprend que son père était au courant de la double vie de Marc. Joël rompt quand il a vent de la liaison de Laurence avec Flynn. Julie, la fille de cette dernière fugue. Laurence la cherche jusqu'au bureau de Nina, qui soudainement est en train d'accoucher prématurément. Les deux femmes restent en bons termes et partent chacune de leur côté. Nina part à la recherche de sa mère, alors que Laurence prend un nouveau départ.